# Befestigungsanlagen auf dem Klüt
Die Befestigungsanlagen auf dem Klüt, auch Fort George oder Klütfestung genannt, befanden sich auf der westlich von Hameln gelegenen Erhebung des Klüt. Die Ende des 18. Jahrhunderts errichteten Anlagen bestanden aus vier Forts. Sie dienten dem militärischen Schutz der auf dem gegenüberliegenden Ufer der Weser gelegenen Festung Hameln. Hameln wurde damit zur stärksten Festung des Kurfürstentums Hannover und galt Ende des 18. Jahrhunderts als das „Gibraltar des Nordens“. Einem Dekret Napoleons folgend, wurden im Jahr 1808 die Wehranlagen auf dem Klüt und die der Stadt Hameln geschleift.

## Geschichte

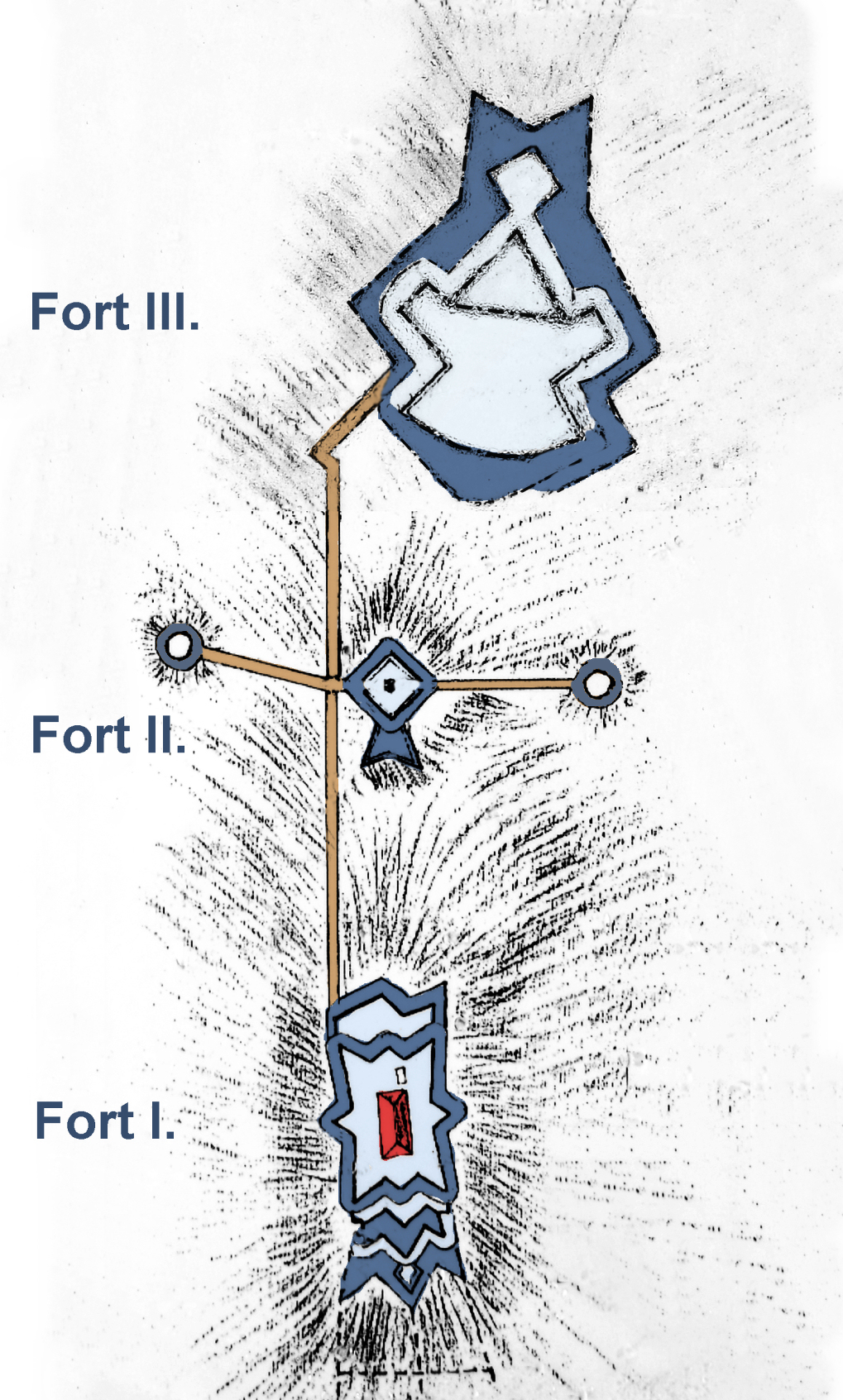
Lageplan der drei Forts mit zwei Wachtürmen und Verbindungsgängen im ausgebauten Zustand, 1784

Während des Siebenjährigen Krieges kam es 1757 bei Hameln zur Schlacht bei Hastenbeck, in deren Folge die Festung Hameln vor den französischen Truppen kapitulierte. Sie besetzten Hameln etwa zwei Jahre lang. Nach ihrem Abzug und noch während des Siebenjährigen Krieges ließ Kurfürst Georg III., nach dem die Gesamtanlage benannt wurde, ab 1760 die Hamelner Befestigungen weiter ausbauen und verstärken. Darin einbezogen wurde die Erhebung des Klüt wegen seiner strategischen Bedeutung für die Verteidigung der Stadt. Zunächst entstand ab dem Jahre 1760 das Fort I (Fort George) auf der Kuppe des Klüt. Zwischen 1774 und 1784 folgten mit Fort II (Fort Wilhelm) und Fort III zwei weitere Anlagen am Berghang des Klüt. Die Errichtung der Befestigungen auf dem Berg war mit dem Bau der drei eigenständigen Anlagen 1784 vorläufig abgeschlossen. Zur Ergänzung entstand am Bergfuß nahe der Weserbrücke im Jahre 1806 Fort IV (Fort Luise).

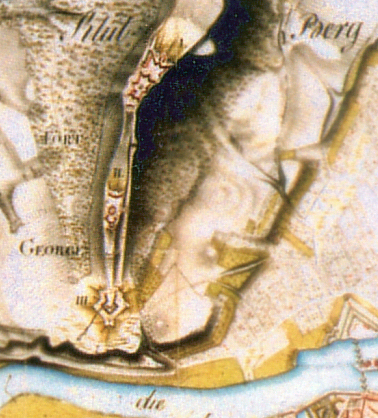
Karte des Klüt an der Weser mit drei Forts, 1777

Im Vierten Koalitionskrieg näherten sich im November 1806 französische Truppen der Festung Hameln, in der sich zu diesem Zeitpunkt preußische Truppen in einer Stärke von rund 9000 Soldaten gesammelt hatten. Es kam zu einzelnen Vorpostengefechten und Scharmützeln im Umfeld von Hameln, bei denen auch Kanonen von Fort I und II auf die Angreifer feuerten. Unter dem Eindruck der Niederlage in der Schlacht bei Jena und Auerstedt kapitulierten die preußischen Truppen in Hameln am 20. November 1806 unter General Le Coq nahezu kampflos, trotz der zahlenmäßig unterlegenen Franzosen des Generals Savary mit etwa 6000 Mann. Hinzu kam ein Aufruhr unter den preußischen Soldaten, die betrunken, plündernd und schießend durch die Straßen der Stadt zogen, als sie erfuhren, dass die Offiziere freies Geleit erhalten und sie laut den Kapitulationsbedingungen in die Gefangenschaft nach Frankreich geführt werden sollten. Augenzeuge der Vorfälle war der Gelehrte Adelbert von Chamisso, der Offizier in der Festung war und als Gefangener auf Ehrenwort entlassen wurde.
1808 wurde die Festung Hameln einschließlich der Befestigungsanlagen auf dem Klüt geschleift. Dazu erließ Napoleon ein Dekret an seinen Kriegsminister Clarke, in dem er ihn mit der Sprengung und Beseitigung der Befestigungen sowie der Kasernen beauftragte. Bei der Schleifung wurde das obertägige Steinmaterial durch rund 1.000 Arbeiter, andere Quellen sprechen von bis zu 4000 Arbeitern, vollständig abgetragen. Die Steine wurden auch noch 20 Jahre nach den Abbrucharbeiten verkauft und dienten zum Aufbau anderer Gebäude. So entstanden mit den Steinen vom Klüt im Jahr 1843 der Klütturm, der Neubau des Forstgebäudes am Finkenborn Ende des 19. Jahrhunderts und Gebäude auf dem Ohrberg. In den 1870er Jahren wurde am Klütturm ein Gasthaus errichtet, das heute als Folgebau noch vorhanden ist. Etwa ab den 1820er Jahren wurde der Klüt wieder aufgeforstet.

## Beschreibung
Zu den Befestigungsanlagen auf dem Klüt gehörten vier Forts, die sich auf dem schmalen, zur Weser abfallenden Bergkamm in einigem Abstand zueinander aufreihten. Sie waren durch ober- sowie unterirdische Gänge miteinander verbunden. An den Flanken und im näheren Umfeld gab es vorgelagerte Verteidigungswerke durch zwei Wachtürme sowie vier kleinere sporadisch besetzte Schanzen. Die Reste von zwei Sternschanzen haben sich als Erdwälle nahe der Waldlichtung des Finkenborn erhalten. Als Schutz gegen feindliche Annäherung dienten auch Minengalerien, Verhaue und Palisaden. Der Klüt war damals baumfrei, um den Verteidigern freies Schussfeld zu bieten. Alle Forts besaßen Kasematten in den Wällen und zwei Forts verfügten über tiefe Brunnen. Im Jahr 1803 gehörten zur Besatzung der Befestigungsanlagen auf dem Klüt knapp 90 Offiziere und über 3000 Soldaten. Die Bewaffnung bestand aus Kanonen, Haubitzen und Mörsern.

### Fort I
Auf der Bergkuppe des Klüt befand sich an der höchsten Stelle das Fort I (52° 5′ 42,5″ N, 9° 20′ 18,2″ O), das den Namen Fort George nach König Georg III. trug. Es lag in dem Bereich, in dem sich heute der Klütturm und ein Gastronomiebetrieb befinden. Das zwischen 1760 und 1762 erbaute Fort war eine sechseckige, über eine Zugbrücke zugängige Sternschanze. Als Verbindung zu Fort II diente ein Laufgraben, der von einer Batterie verteidigt wurde. Die Kasematten konnten bis zu 1200 Mann Besatzung aufnehmen. Die Bewaffnung bestand aus 40 Geschützen. Das Fort wurde aus Quadersteinen errichtet, wobei die Brustwehren aus Backstein bestanden. Mittig im Fort lag das Kommandantenhaus, unter dem sich ein 160 Meter tiefer Brunnen befand. Er wurde 1965 verschlossen; der Brunnenkranz ist noch sichtbar. Die Stelle ist als Umwallung mit einem gemauerten Torbogen erhalten, der in den Jahren 2008/2009 vom Hamelner Verein für Grenzbeziehung und Heimatpflege von 1930 restauriert wurde. Bei den im Jahr 2009 erfolgten Baumaßnahmen zur Erneuerung des Gastronomiegebäudes im Bereich des Forts wurde Reste einer vermutlich gesprengten Kasematte und eines verschütteten Ganges festgestellt.

### Fort II
Etwa auf halber Höhe des Bergrückens des Klüt lag das 1774 fertiggestellte Fort II. (52° 5′ 39,4″ N, 9° 20′ 40,4″ O) Es ist nach Graf Wilhelm zu Schaumburg-Lippe als Fort Wilhelm benannt. Die Anlage hatte drei Meter starke Mauern und besaß einen 138 Meter tiefen Brunnen. Zur Bewaffnung gehörten 21 Geschütze, außerdem zwei hangabwärts liegende Wachtürme, zu denen ein offener Gang mit Treppen führte. Von Fort II zu Fort III verlief im Bereich des Kanonenwegs ein unterirdischer Gang. Seine Reste wurden bei Erdarbeiten im Jahr 2009 angeschnitten.

### Fort III
Fort III (52° 5′ 38,8″ N, 9° 20′ 55,7″ O) lag weiter unterhalb am Fuße des Klüt, aber oberhalb des ehemaligen Felsenkellers. Es verfügte über 15 Geschütze. Innerhalb des Forts wurde 1939 eine Freilichtbühne mit 1200 Sitzplätzen angelegt, die heute nicht mehr besteht. Innerhalb des früheren Forts befindet sich heute eine Anlage der Wasserversorgung.

### Fort IV
Das 1806 fertiggestellte Fort IV (52° 5′ 33,4″ N, 9° 21′ 7,9″ O) lag am Fuße des Berges und schloss die Befestigungslücke zwischen dem oberhalb am Hang gelegenen Fort III und der Weser. Es handelte sich nicht um eine geschlossene Anlage, sondern um ein Frontwerk mit einem Graben, das die Straße flussaufwärts in Richtung des Ohrbergs sperrte. Der Graben konnte über eine schmale Brücke passiert werden. Von einem Wachhaus mit beschusssicherer Decke wurde der Verkehr überwacht. Zur Bewaffnung der Anlage gehörten fünf Kanonen. Die Verbindung zum Fort III wurde durch Laufgräben mit Brustwehren ermöglicht. Fort IV wurde nach der preußischen Königin Luise im Volksmund Fort Luise genannt. Es bestand nur kurze Zeit, da es nach der Kapitulation Hamelns vor französischen Truppen im Jahr 1808, nur zwei Jahre nach Fertigstellung, geschleift wurde.

### Reste und heutige Situation
Bei der Schleifung der Befestigungsanlagen auf dem Klüt im Jahre 1808 wurde das Steinmaterial größtenteils beseitigt. Durch Ausgrabungen im Jahre 1982 ließ sich nachweisen, dass die Bauten bis auf die Fundamente abgetragen wurden. Größere obertägige Baureste aus Stein finden sich heute nur noch in Form eines Torbogens von Fort I, wo das Kommandantenhaus mit einem darunter befindlichen Brunnen stand.
Gut erhalten geblieben dagegen sind Erdwälle mit steilen Böschungen, Erdschanzen sowie einzelne Laufgräben. Ihre Konturen sind im Gelände noch gut erkennbar. Die Reste der Wehranlagen liegen heute fast vollständig unter Wald. An einigen Anlagen sind Informationstafeln oder Schilder aufgestellt. Dauerhafte Beschädigung von Teilen der Festung droht in jüngerer Zeit durch Mountainbiking über Wälle und Trümmerhügel. Durch Raubgrabungen kam es in der Vergangenheit bereits zu Schäden durch Freilegungen von Gebäuderesten.
Heute ist über die Befestigungsanlagen auf dem Klüt nur wenig bekannt, da bislang keine systematische Forschung in den Archiven und im Gelände erfolgt ist. Zukünftig ist touristische Aufwertung des Klüt vorgesehen, mit der auch der frühere Festungscharakter wieder erlebbar gemacht werden soll. Ein von der Stadt Hameln im Jahre 2012 entwickeltes Konzept ist bislang (2015) nicht umgesetzt worden.

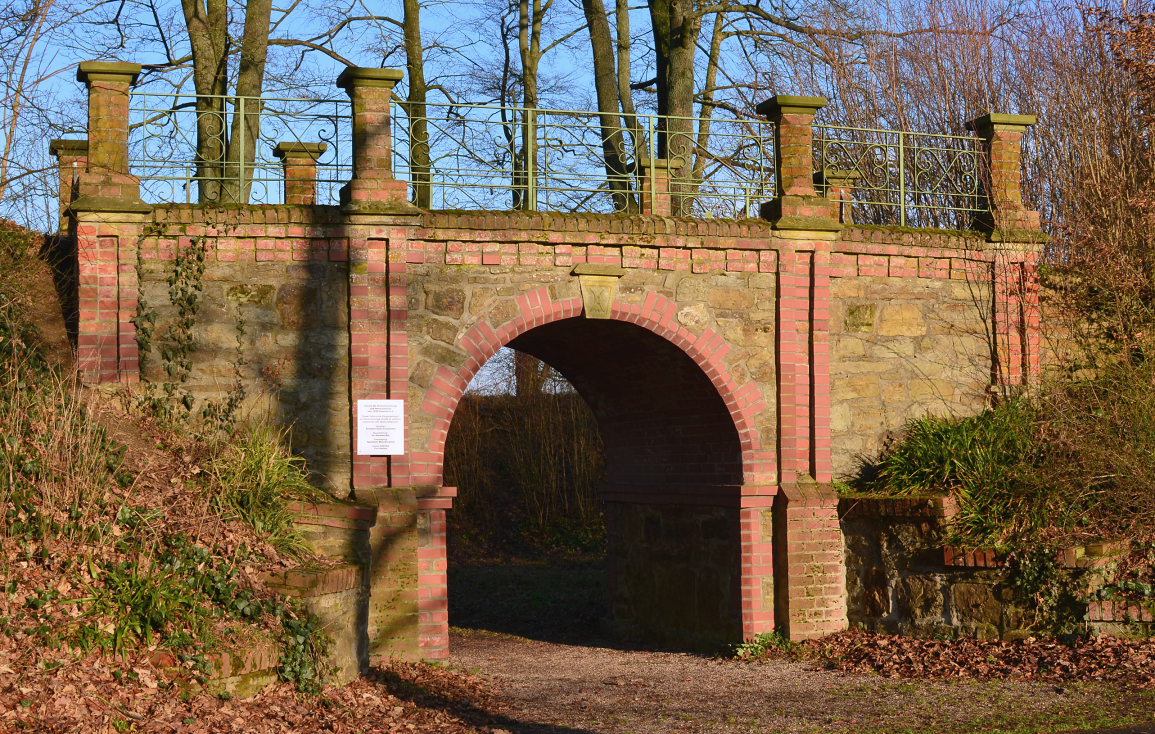
Torbogen von Fort I (Fort George) als einziger Steinrest der Festungsanlagen
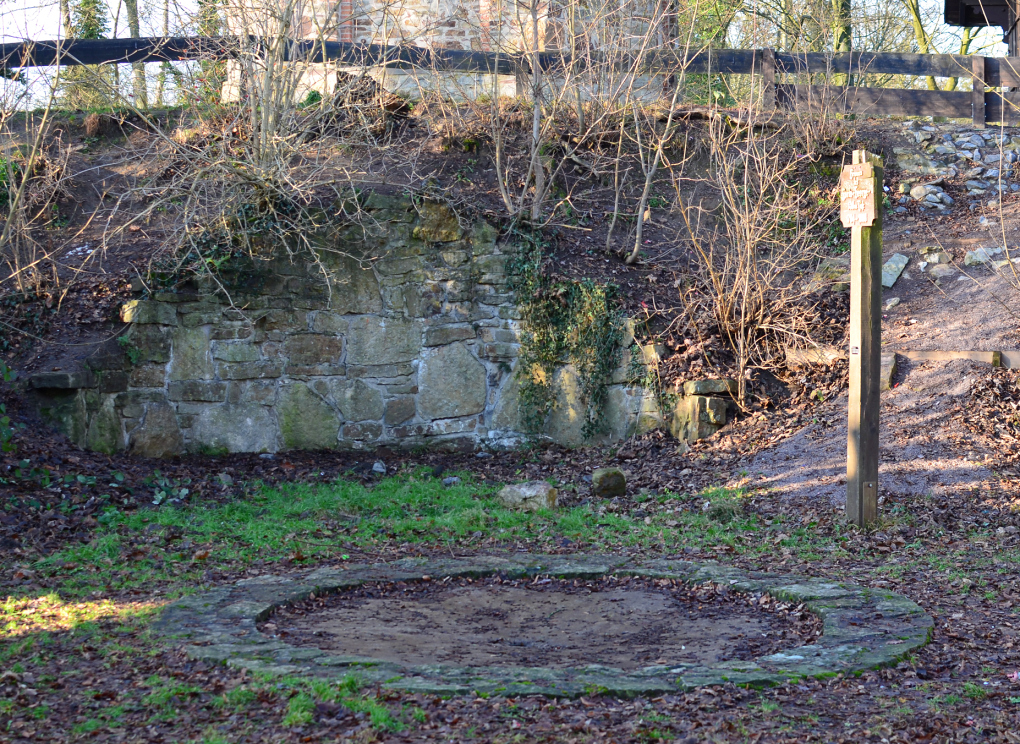
Brunnenring des 160 Meter tiefen Brunnens von Fort I
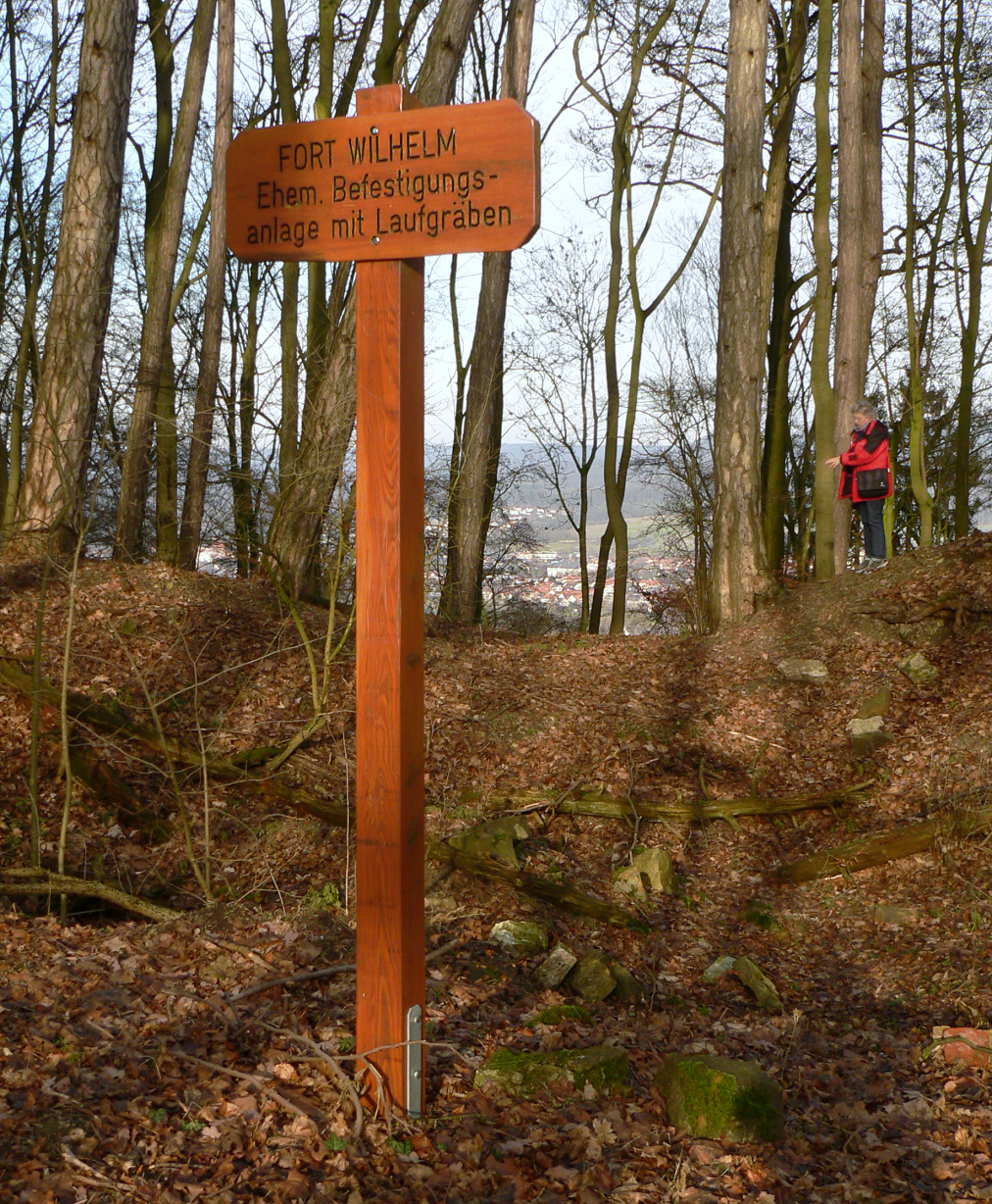
Hinweisschild bei Fort II (Fort Wilhelm) mit Steinresten auf dem Boden
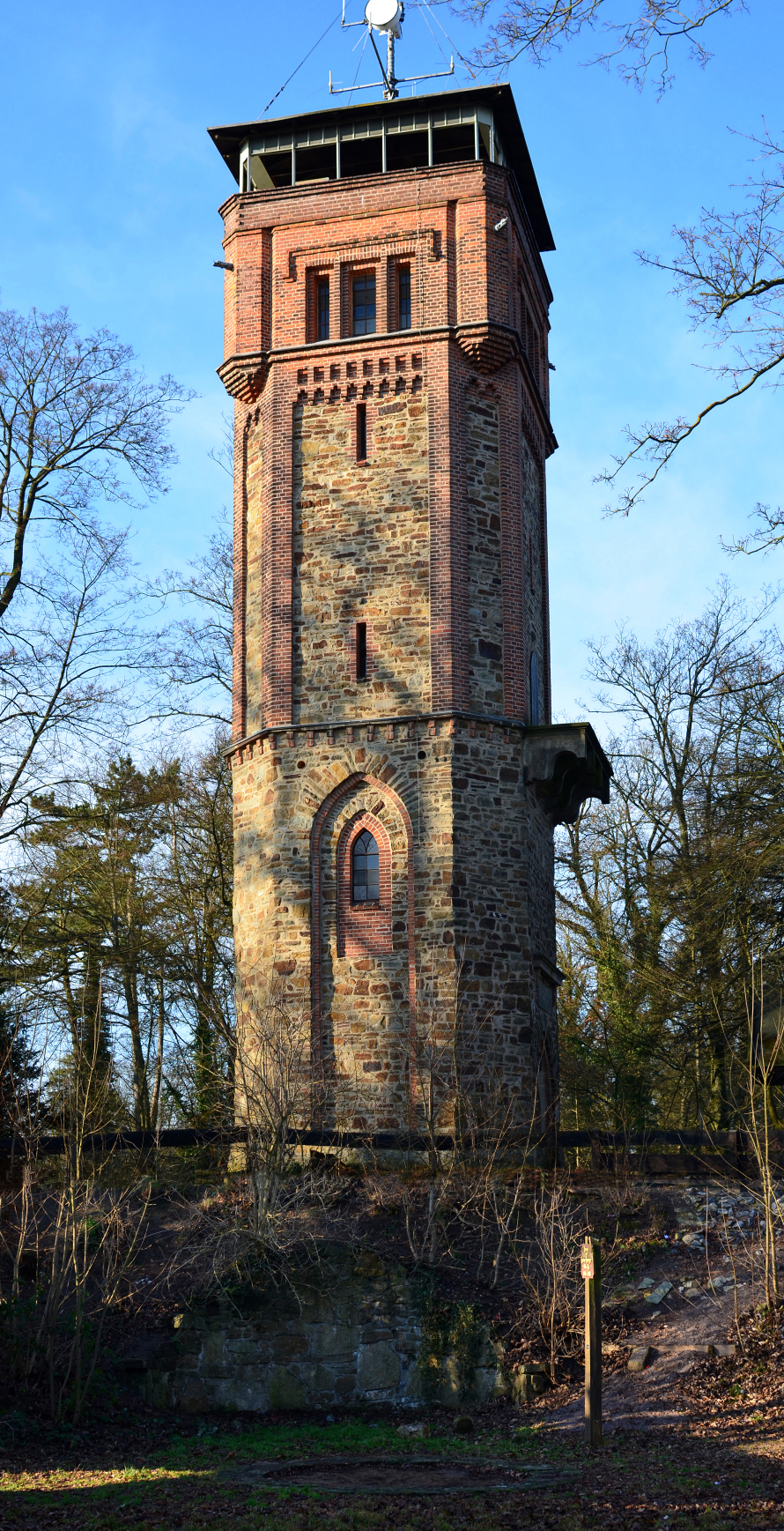
Der aus Steinen von Fort I errichtete Klütturm

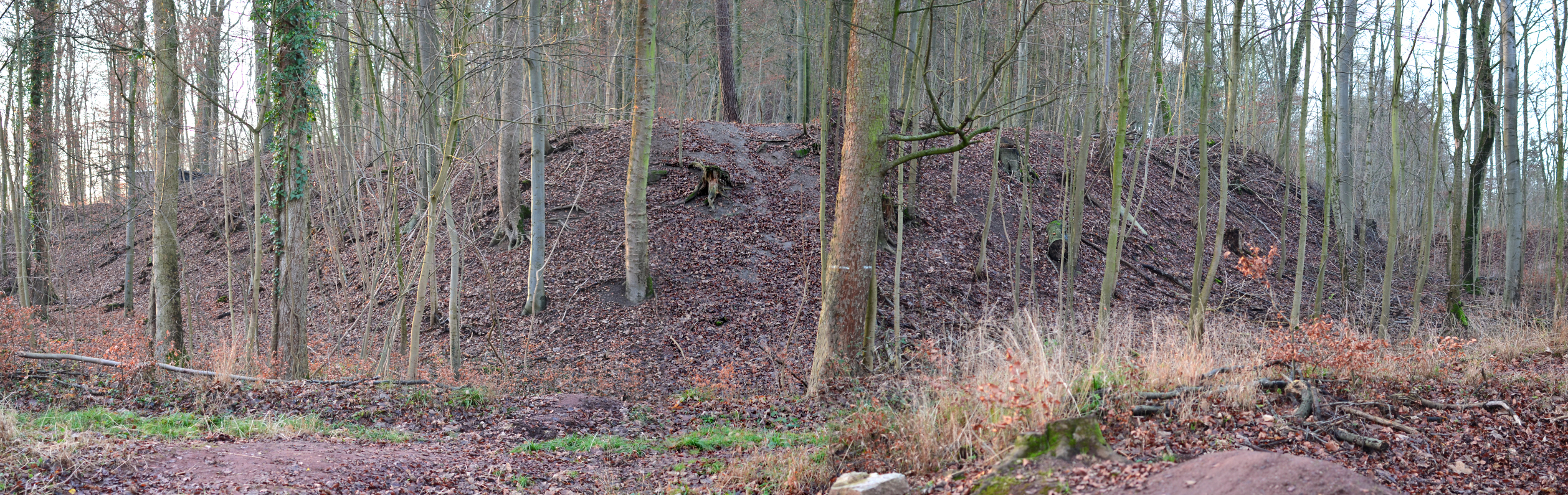
Wall und umlaufender Graben von Fort III